# Trichostomum stellatum
Trichostomum stellatum là một loài rêu trong họ Pottiaceae. Loài này được (Brid.) Müll. Hal. mô tả khoa học đầu tiên năm 1849.